# Gabriel Ventejol
Gabriel Ventejol, né à Tulle le 16 février 1919 et mort à Paris le 17 juillet 1987, est un syndicaliste français.

## Biographie
Gabriel Ventejol est peintre en porcelaine à 16 ans. Il poursuit parallèlement des études de droit, ce qui le conduit à devenir rédacteur à la mairie de Limoges, où il est secrétaire du syndicat Confédération générale du travail (CGT) des employés.
Après sa participation à la Résistance, il crée l'union syndicale Confédération générale du travail - Force ouvrière, en devient secrétaire confédéral (1950-1974) et participe au comité Rueff-Armand (1958-1959). Il est membre (1959), président de section (1964-1967), vice-président puis président (1974-1987) du Conseil économique et social. Il préside l'Onisep et le Celsa. Il est membre du conseil général de la Banque de France en 1973. Il représente de 1976 à 1987 le gouvernement français à l'Organisation internationale du travail, dont il est vice-président en 1977 puis président de 1981 à 1982.
Il est commandeur de la Légion d'honneur, commandeur des Palmes académiques et chevalier de l'Ordre de l'Économie nationale.